# Isla Cristina

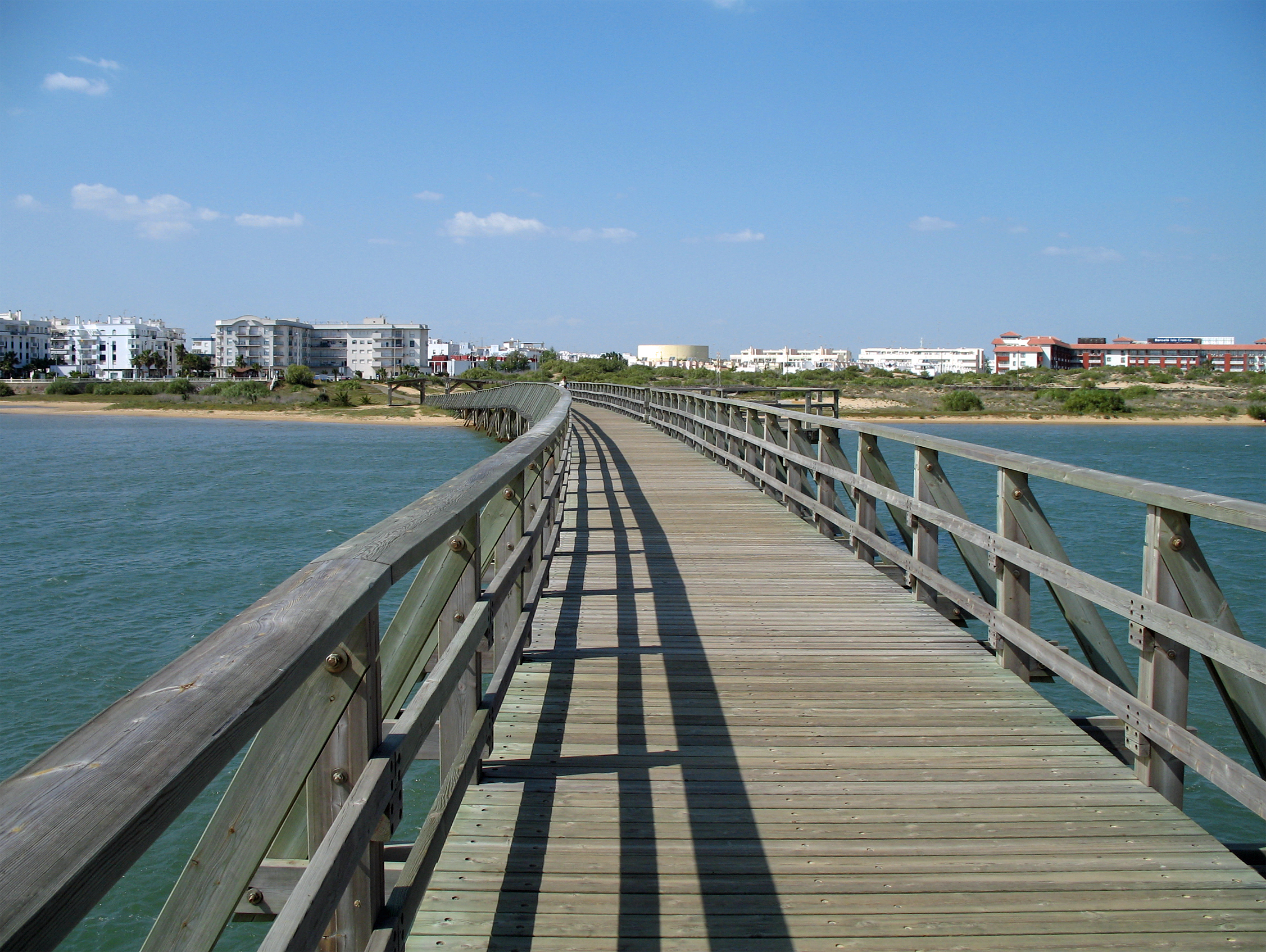
Isla Cristina, gezien vanop de houten loopbrug naar het strand (Puente de la Gola)

Isla Cristina is een gemeente in de Spaanse provincie Huelva in de regio Andalusië met een oppervlakte van 49 km². In 2007 telde Isla Cristina 20.540 inwoners. Isla Cristina is gesticht door Catalaanse vissers.

## Demografische ontwikkeling
Bron: INE; 1857-2011: volkstellingen
Opm.: in 1877 werd de gemeente La Redondela aangehecht; in 1930 werd het dorp Puente Carrera van de gemeente Ayamonte aangehecht